# Péter Rózsás
Péter Rózsás (* 1943 in Budapest; † 4. Dezember 2024) war ein ungarischer Tischtennisspieler, der 1964 und 1972 Europameister im Mixed bzw. Doppel wurde.

## Werdegang
Seinen ersten internationalen Erfolg erzielte der Linkshänder Péter Rózsás bei den Jugend-Europameisterschaften 1959, wo er im Einzel und im Doppel mit Imre Biro bis ins Endspiel vordrang.
Bei den Nationalen ungarischen Meisterschaften der Erwachsenen gewann er fünfmal den Titel, nämlich 1967 im Einzel, 1966 im Doppel mit Sándor Harangi sowie 1964, 1966 und 1967 im Doppel mit Sárolta Máthé. Zwölfmal wurde er ungarischer Mannschaftsmeister, mit Vasútépítő Törekvés SK 1958, 1959, 1962, 1964 und mit Budapest Vasutas SC 1965, 1966, 1967, 1969, 1972, 1974, 1978, 1979. Zudem gewann er mit Vasútépítő Törekvés SK 1962/63 den Europapokal und mit Budapest Vasutas SC als Spielertrainer 1974/75 den ETTU Cup. 1966 wurde er in der ungarischen Rangliste auf Platz vier geführt.
Von 1961 bis 1973 wurde Rózsás fünfmal für Weltmeisterschaften nominiert. Dabei holte er 1961 mit der ungarischen Herrenmannschaft Bronze. Bei der 1964 kam das Doppel mit Zoltán Berczik bis ins Halbfinale, im Mixed mit Sárolta Lukacs wurde er Europameister. Diese Mixed gewann 1966 eine weitere Medaille, nämlich Bronze. Bei der 1972 gewann er mit István Jónyer den Doppelwettbewerb.
1964 nahm Rózsás an den Internationalen Meisterschaften der Niederlande teil und wurde im Einzel Zweiter hinter dem Schweden Hans Alsér. Das Mixed mit Sárolta Lukacs siegte im gleichen Jahr bei den Internationalen österreichischen Meisterschaften.

## Turnierergebnisse
| Verband | Veranstaltung                         | Jahr | Ort       | Land | Einzel        | Doppel        | Mixed        | Team |
| ------- | ------------------------------------- | ---- | --------- | ---- | ------------- | ------------- | ------------ | ---- |
| HUN     | Europameisterschaft                   | 1972 | Rotterdam | NED  |               | Gold          |              |      |
| HUN     | Europameisterschaft                   | 1966 | London    | ENG  | Viertelfinale |               | Halbfinale   |      |
| HUN     | Europameisterschaft                   | 1964 | Malmö     | SWE  | Viertelfinale | Halbfinale    | Gold         |      |
| HUN     | Jugend-Europameisterschaft (Junioren) | 1959 | Constanza | ROU  | Silber        | Silber        |              | 1    |
| HUN     | Weltmeisterschaft                     | 1973 | Sarajevo  | YUG  | letzte 128    | letzte 64     | keine Teiln. | 7?   |
| HUN     | Weltmeisterschaft                     | 1967 | Stockholm | SWE  | letzte 64     | letzte 32     | letzte 16    | 10   |
| HUN     | Weltmeisterschaft                     | 1965 | Ljubljana | YUG  | letzte 128    | letzte 32     | letzte 16    | 9    |
| HUN     | Weltmeisterschaft                     | 1963 | Prag      | TCH  | letzte 128    | letzte 64     | letzte 32    | 9    |
| HUN     | Weltmeisterschaft                     | 1961 | Peking    | CHN  | letzte 64     | Viertelfinale | keine Teiln. | 3    |